# Z mrtvého domu
Z mrtvého domu je opera o třech dějstvích od Leoše Janáčka, jenž je současně autorem libreta, které vytvořil překladem a úpravou stejnojmenného románu Fjodora Michajloviče Dostojevského z roku 1862. Je to také Janáčkova poslední opera; premiéru měla 12. dubna 1930 v Národním divadle v Brně, dva roky po autorově smrti.

## Okolnosti vzniku

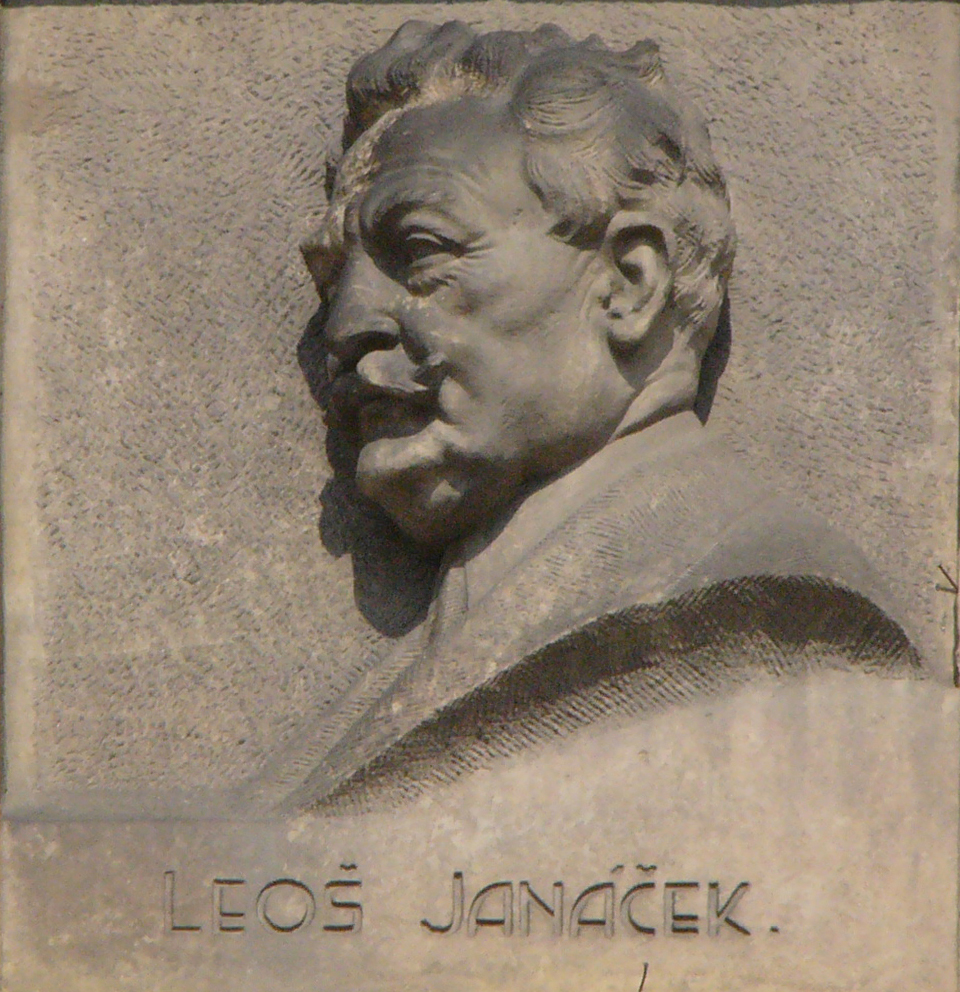
Reliéf Leoše Janáčka od Julia Pelikána na domě v Olomouci

Janáček na opeře začal pracovat v únoru 1927 a dokončil ji 8. června 1928, a zřejmě si byl vědom, že je to jeho poslední opera. Proto se rozhodl porušit svůj zvyk vytvářet své postavy podle své múzy Kamily Stösslové, ačkoli téma osamělosti a odloučení poslední opery je možno zřetelně chápat jako reakci na její lhostejnost k jeho citům.
V opeře se objevuje pouze jedna ženská postava a děj je umístěn do sibiřské věznice, kterou představuje velký sbor namísto několika výrazných postav. Dílo prakticky nemá hlavní děj jako celek, ale jednotlivé postavy líčí své životní příběhy, a ve druhém dějství se objevuje „hra ve hře“.
Janáček operu Z mrtvého domu před svou smrtí dokončil. Jeho žáci Břetislav Bakala a Osvald Chlubna však usoudili, že orchestrace zůstala nedokončena, a tak „vyplnili“ rozsáhlé části partitury a závěr opery upravili tak, aby vyzněl optimističtěji. Další zásahy do textu pak udělal Ota Zítek, když změnil některé části textu nebo sled událostí. O několik desítek let později se stále více prosazovala původní verze, tak jak ji Janáček zamýšlel, a ta se také nakonec vžila. Nicméně některá provedení jsou dosud uváděna v novější podobě, kde konec příběhu vyznívá méně chmurně.

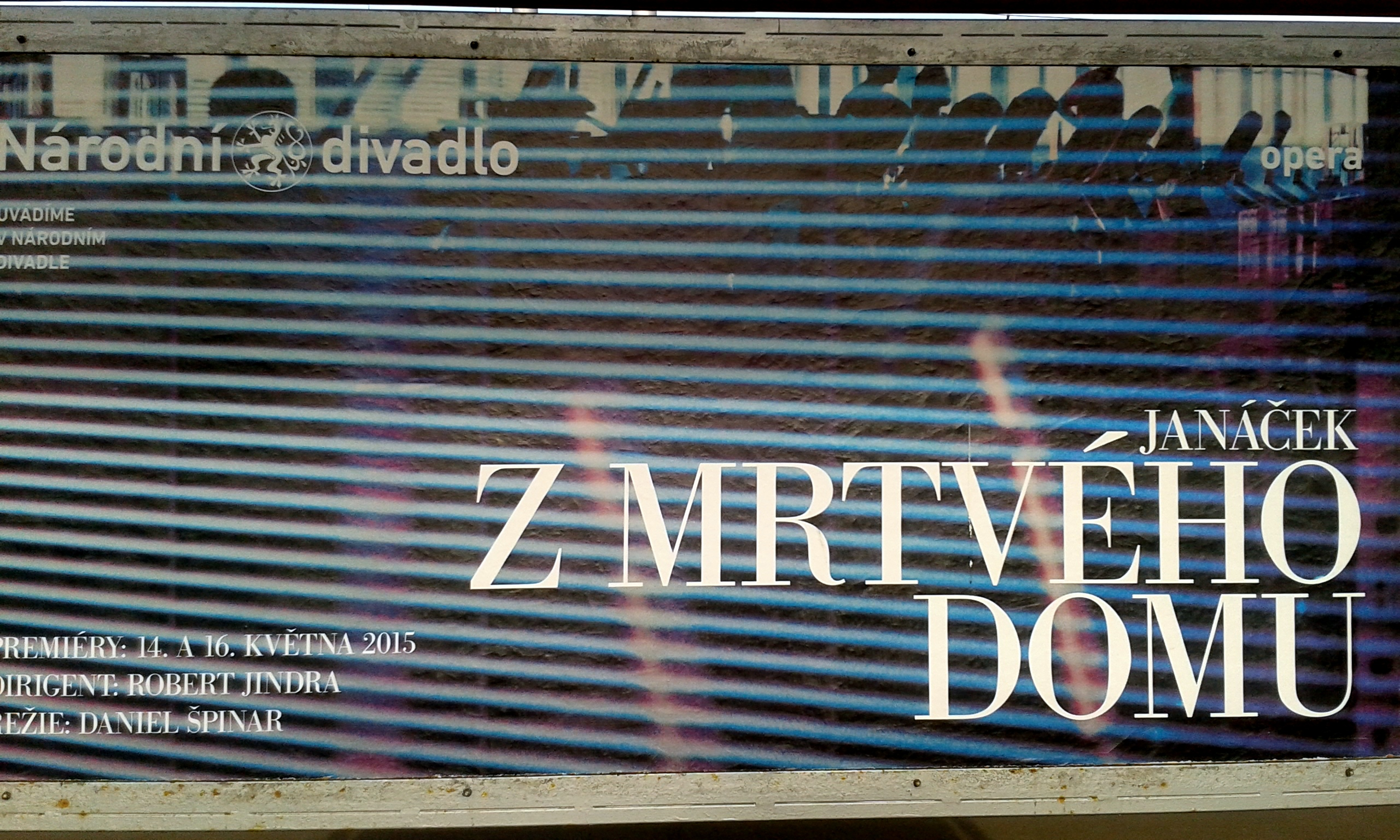
Plakát k uvedení opery v pražském Národním divadle, 2015

Opera vyžaduje velké obsazení orchestru, včetně řetězů coby perkusního nástroje k navození zvuku věznice. Janáček také použil celé nebo zkrácené texty písně vězňů z Dostojevského.
Z opery vytvořil orchestrální suitu dirigent František Jílek.

## Osoby
| Role                                                                                        | Hlas        | Premiéra 12. dubna 1930 (řídil: Břetislav Bakala) |
| ------------------------------------------------------------------------------------------- | ----------- | ------------------------------------------------- |
| Alexandr Petrovič Gorjančikov                                                               | baryton     | Vlastimil Šíma                                    |
| Aljeja, mladý Tatar                                                                         | mezzosoprán | Božena Žlábková                                   |
| Luka Kuzmič (Filka Morozov)                                                                 | tenor       | Emil Olšovský                                     |
| Skuratov                                                                                    | tenor       | Antonín Pelz / Pelc                               |
| Šiškov                                                                                      | baryton     | Géza Fischer / Fišer                              |
| Placmajor (ředitel věznice)                                                                 | baryton     | Leonid Pribytkov                                  |
| Starý vězeň/Nikita                                                                          | tenor       |                                                   |
| Malý vězeň                                                                                  | baryton     | Jaroslav Čihák                                    |
| Veselý vězeň                                                                                | tenor       | Václav Šindler                                    |
| První strážný                                                                               | tenor       |                                                   |
| Druhý strážný                                                                               | baryton     |                                                   |
| Starší vězeň                                                                                | tenor       | Josef Žižka                                       |
| Hlas (zpoza scény)                                                                          | tenor       |                                                   |
| Kuchař (vězeň)                                                                              | baryton     | Vladimír Jedenáctík                               |
| Kněz                                                                                        | baryton     | Adolf Brunner                                     |
| Čekunov                                                                                     | bas         | Vladimír Jedenáctík                               |
| Opilý vězeň                                                                                 | tenor       | Antonín Pelz / Pelc                               |
| Šapkin                                                                                      | tenor       | Valentin Šindler                                  |
| Kovář (vězeň)                                                                               | baryton     | Václav Fiala                                      |
| Vězeň/Kedril                                                                                | tenor       | Jaroslav Suchánek                                 |
| Vězeň/Don Juan/Brahmán                                                                      | bas         | Pavel Jerner / Ježek                              |
| Mladý vězeň                                                                                 | tenor       | Vladimír Skalický                                 |
| Akulka (prostitutka)                                                                        | mezzosoprán | Jožka Mattesová                                   |
| Čerevin                                                                                     | tenor       |                                                   |
| Mužský sbor: vězni (v některých částech hrají mlčky); návštěvníci, dozorci věznice (mimové) |             |                                                   |

## Nahrávky
Supraphon DV 6164-5: Beno Blachut, Helena Tattermuschová, Jaroslav Horáček, Václav Bednář, Jaroslav Stříška, Hanuš Thein, Viktor Kočí, Jindřich Jindrák, Milan Karpíšek, Přemysl Kočí, Orchestr a sbor Národního divadla v Praze, Bohumil Gregor (1965) 

Supraphon 1116 2941-2: Richard Novák, Milada Jirglová, Vilém Přibyl, Ivo Žídek, Jindřich Jindrák, Antonín Votava, Jaroslav Horáček, Beno Blachut, Karel Berman, Miroslav Frydlewicz, Karel Průša, Jaroslav Stříška, Milan Karpíšek, Pražský filharmonický sbor, Česká filharmonie, Václav Neumann (1979) 

Decca 430 375-2: Dalibor Jedlička, Jaroslava Janská, Jiří Zahradníček, Ivo Žídek, Václav Zítek, Richard Novák, Antonín Švorc, Jaroslav Souček, Beno Blachut, Vladimír Krejčík, Zdeněk Švehla, Vídeňská filharmonie, Sir Charles Mackerras (1979)